# Município de Marlboro (condado de Delaware, Ohio)
O município de Marlboro (em inglês: Marlboro Township) é um município localizado no condado de Delaware no estado estadounidense de Ohio. No ano de 2010 tinha uma população de 281 habitantes e uma densidade populacional de 9,01 pessoas por km².

## Geografia
O município de Marlboro encontra-se localizado nas coordenadas 40° 24′ 53″ N, 83° 03′ 52″ O. Segundo a Departamento do Censo dos Estados Unidos, o município tem uma superfície total de 31.19 km², da qual 29,23 km² correspondem a terra firme e (6,29 %) 1,96 km² é água.

## Demografia
Segundo o censo de 2010, tinha 281 pessoas residindo no município de Marlboro. A densidade populacional era de 9,01 hab./km². Dos 281 habitantes, o município de Marlboro estava composto pelo 98,93 % brancos, o 0,36 % eram amerindios e o 0,71 % eram de uma mistura de raças. Do total da população o 0 % eram hispanos ou latinos de qualquer raça.